# Laurent Cantet
Laurent Cantet (Melle, 15 de junio de 1961-París, 25 de abril de 2024) fue un director de cine, guionista y director de fotografía francés.

## Biografía
Sus padres eran profesores en Ardilleux. Obtuvo un máster en audiovisuales en Marsella y, a continuación, entró en el Institut des hautes études cinématographiques en 1984.
Cantet impartió un taller de arte dramático en el Instituto Françoise Dolto, de la periferia de París, donde conoció a François Bégaudeau, profesor de francés, que alcanzó el éxito en 2006 con la publicación de su novela Entre les murs. La película, que se rodó en el verano de 2007 en ese mismo instituto, está basada en su novela homónima. Narra las difíciles relaciones en un colegio multirracial y en conflicto con la sociedad que lo rodea (recuérdense los disturbios de Francia de 2005). El profesor protagonista de la película, François, intenta instaurar una relación igualitaria con los alumnos, pero finalmente tiene que someterse al sistema.
El 25 de mayo de 2008, fue galardonado con la Palma de Oro en la 61.ª edición del Festival de Cannes por su película Entre les murs. Hacía 22 años que no se le concedía a una película francesa.

## Filmografía

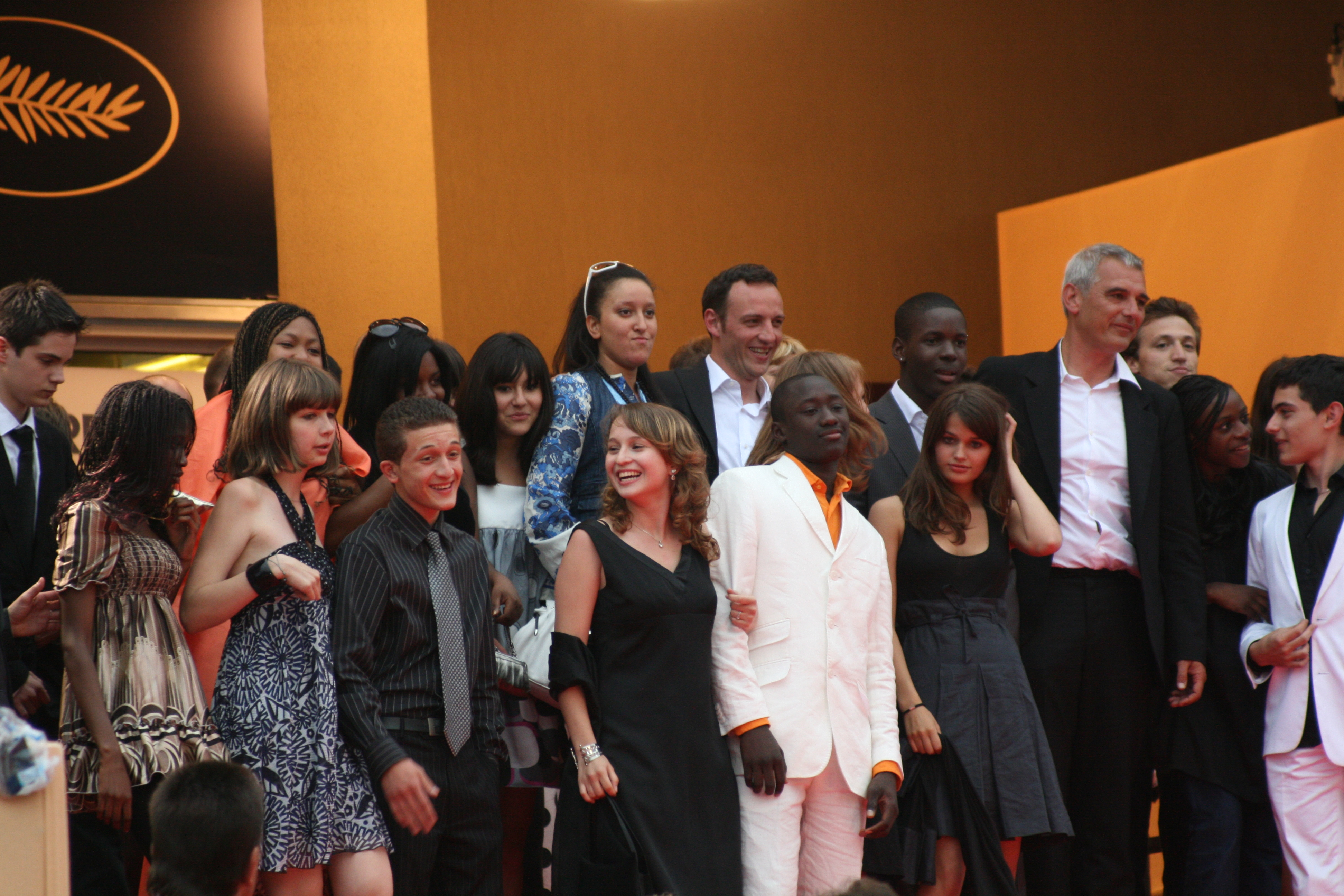
Los actores de Entre les murs en el Festival de Cannes 2008.

### Director
- 2021 : Arthur Rambo
- 2017: L'Atelier (El taller de escritura - El atelier)
- 2014: Retour à Ithaque (Regreso a Ítaca).
- 2012: Foxfire.[3]
- 2012: 7 días en La Habana.[4]
- 2008: Entre les murs (La clase).[5]
- 2005: Vers le sud (Bienvenidas al paraíso).[6]
- 2001: L'Emploi du temps (El empleo del tiempo, Tiempo de mentir).[7]
- 1999: Ressources humaines (Recursos humanos).[8]
- 1998: Les Sanguinaires (película para televisión).[9]
- 1995: Jeux de plage (cortometraje).[10]
- 1994: Tous à la manif (cortometraje).[11]

### Guionista
- 2012: Foxfire.[3]
- 2008: Entre les murs (La clase).[5]
- 2005: Vers le sud.[6]
- 2001: L'emploi du temps.[7]
- 1999: Ressources humaines.[8]
- 1998: Les Sanguinaires (película para televisión).[9]
- 1995: Jeux de plage (cortometraje).[10]
- 1994: Tous à la manif (cortometraje].[11]

### Director de fotografía
- 1998: Cette Nuit (mediometraje).[12]
- 1993: Joyeux Noël (cortometraje).[13]
- 1987: L'étendu (cortometraje).[14]

## Premios y nominaciones
Premios Óscar
| Año  | Categoría                          | Película       | Resultado |
| ---- | ---------------------------------- | -------------- | --------- |
| 2008 | Mejor película de habla no inglesa | Entre les murs | Nominado  |

Premios César
| Año  | Categoría                         | Película            | Resultado |
| ---- | --------------------------------- | ------------------- | --------- |
| 2001 | Mejor ópera prima                 | Ressources humaines | Ganador   |
| 2001 | Mejor guion original o adaptación | Ressources humaines | Nominado  |

Premios del Cine Europeo
| Año  | Categoría                       | Película            | Resultado |
| ---- | ------------------------------- | ------------------- | --------- |
| 2008 | Mejor película europea          | Entre les murs      | Nominado  |
| 2001 | Mejor guionista europeo         | L'Emploi du temps   | Nominado  |
| 2000 | Descrubrimiento europeo del año | Ressources humaines | Nominado  |

Festival Internacional de Cine de Cannes
| Año  | Categoría    | Película       | Resultado |
| ---- | ------------ | -------------- | --------- |
| 2008 | Palma de Oro | Entre les murs | Ganador   |

Festival Internacional de Cine de Venecia
| Año  | Categoría          | Película        | Resultado |
| ---- | ------------------ | --------------- | --------- |
| 2014 | Premio Venice Days | Regreso a Ítaca | Ganador   |

Premios Cóndor de Plata
| Año  | Categoría                                     | Película            | Resultado |
| ---- | --------------------------------------------- | ------------------- | --------- |
| 2001 | Mejor película extranjera de habla no hispana | Ressources humaines | Nominado  |

Buenos Aires Festival Internacional de Cine Independiente
| Año  | Categoría          | Película            | Resultado |
| ---- | ------------------ | ------------------- | --------- |
| 2000 | Mejor película     | Ressources humaines | Ganador   |
| 2000 | Premio del público | Ressources humaines | Ganador   |

Independent Spirit Awards
| Año  | Categoría                           | Película          | Resultado |
| ---- | ----------------------------------- | ----------------- | --------- |
| 2009 | Mejor película en lengua no inglesa | Entre les murs    | Nominado  |
| 2003 | Mejor película en lengua no inglesa | L'Emploi du temps | Nominado  |

Festival Internacional de Cine de San Sebastián
| Año  | Categoría            | Película            | Resultado |
| ---- | -------------------- | ------------------- | --------- |
| 1999 | Mejor director novel | Ressources humaines | Ganador   |

Festival Internacional de Cine de Venecia
| Año  | Categoría   | Película    | Resultado |
| ---- | ----------- | ----------- | --------- |
| 2005 | León de Oro | Vers le sud | Nominado  |